# Evaldo Gonçalves
Evaldo Gonçalves de Queiroz (São João do Cariri, 15 de junho de 1933 – João Pessoa, 18 de janeiro de 2025) foi um advogado, professor universitário, escritor e político brasileiro. Foi membro da Academia Paraibana de Letras.

## Biografia
Nasceu como filho de José Gonçalves de Queiroz e Felismina Maria de Queiroz. Realizou seus estudos no Colégio Diocesano Pio XI, em Campina Grande, e obteve formação em Direito pela UFPB e em Filosofia pela UFPE.
Sua carreira política teve início em 1957, quando foi eleito vereador pela cidade de Campina Grande, representando a legenda do PSP. Exerceu esse cargo até 1963. Durante esse período, também atuou como consultor jurídico do Serviço Nacional de Assistência aos Municípios (SENAM) e promotor público em Campina Grande e Pocinhos. Em 1971, retornou à política ao ser nomeado secretário estadual de Administração durante a gestão de Ernâni Sátiro, ocupando o cargo por um ano. Em 1972, assumiu o Conselho Estadual de Cultura.
No ano seguinte, Evaldo Gonçalves tornou-se chefe da Casa Civil do governo da Paraíba. Licenciou-se do cargo para concorrer a uma vaga na Assembleia Legislativa pelo partido político ARENA e obteve sucesso, conquistando três mandatos. Com o fim do bipartidarismo, filiou-se ao PDS, partido sucessor da ARENA, e permaneceu nele até 1985, quando juntou-se ao recém-fundado PFL. Pelo PFL, disputou uma cadeira na Câmara dos Deputados e foi eleito com 49.219 votos.
Durante a Constituinte, Evaldo Gonçalves participou como membro titular da Subcomissão de Garantia da Constituição, Reformas e Emendas da Comissão da Organização Eleitoral, Partidária e Garantia das Instituições, além de integrar como suplente a Subcomissão da Educação, Cultura e Esportes da Comissão da Família, da Educação, Cultura e Esportes, da Ciência e Tecnologia e da Comunicação. Após a promulgação da Constituição em outubro de 1988, ele continuou exercendo o mandato.
Em 1990, foi reeleito deputado federal, recebendo 29.569 votos. Durante esse período, assumiu a presidência da Comissão de Educação, Cultura e Desporto, bem como atuou como suplente na Comissão de Constituição e Justiça e de Redação. Também foi líder do bloco composto pelo PFL, PRN, PSC, PMN e PST. Quando o presidente Fernando Collor sofreu impeachment e foi afastado do cargo, Evaldo Gonçalves se ausentou da Câmara, o que lhe rendeu a liberação de recursos pelo Ministério da Ação Social para os municípios de Sumé e Cubati, suas duas maiores bases eleitorais.
Na eleição de 1994, concorreu como candidato a vice-governador na chapa de Lúcia Braga, pelo PDT. A chapa ficou em segundo lugar no pleito, atrás apenas do candidato do PMDB, Antônio Mariz. Ao fim do mandato, Evaldo encerrou sua trajetória política. Em 1998, assumiu a presidência do PFL na Paraíba e, durante o governo de José Maranhão, foi nomeado secretário do Trabalho e Ação Social. Morreu no dia 18 de janeiro de 2025 aos 91 anos em João Pessoa vítima de insuficiência respiratória.

## Funções públicas
- Funcionário do IBGE;
- Diretor de Educação e Cultura de Campina Grande;
- Promotor Público das Comarcas de Pocinhos e Campina Grande;
- Secretário da Administração de Campina Grande;
- Secretário da Administração do Estado, no governo Ernani Sátyro;
- Chefe da Casa Civil do Governo do Estado da Paraíba, 1973;
- Professor de História Gral e do Brasil no Colégio Diocesano Pio XI, Colégio Estadual de Campina Grande e do Colégio Técnico de Administração;
- Professor de Geografia Humana da Faculdade de Ciências Econômicas de Campina Grande e professor de Geografia Econômica da Faculdade de Ciências da Administração da Universidade Regional do Nordeste;
- Professor de Estudos dos Problemas Brasileiros da UFPB;
- Vereador em Campina Grande;
- Deputado Estadual, por três mandatos consecutivos;
- Governador eventual do Estado, em 1985;
- Deputado Federal (1986/1994);
- Membro do Conselho Estadual de Educação do Estado;
- Membro efetivo da Associação Brasileira de Técnicos em Administração.
- Presidente da Assembleia Legislativa do Estado (1985/86);
- Líder do Governo Ivan Bichara, 1976/78;

## Trabalhos publicados
- Ocidentes: legados e perspectivas, 1957;
- A América pré-colombiana, 1957;
- Nossa primeira defesa  (discurso de orador de turma), 1963;
- Do horário do comércio (parecer), 1963;
- Do "Quorum" nas câmaras de vereadores (parecer), 1963;
- Capitalismo: crises e alternativas, 1964;
- Geografia humana: Conceito e objetivo, 1964;
- Modelos de código tributário municipal, 1969;
- Manuais de serviço tributário e patrimônio, 1969;
- Plano de classificação de cargos, 1969;
- A verdade, somente a verdade, 1970;
- Integração política: fatos de segurança nacional (discurso como orador ta turma do II Ciclo de *Estudos sobre o Desenvolvimento e Segurança, promovido pela ADESG);
- A revolução brasileira: desenvolvimento e modelo político, 1975;
- Festa do dever cumprido, 1975;
- José Américo: profeta em sua terra, 1977;
- João Calmon: cidadão do Brasil, 1977;
- Da recompensa de ser Deputado, 1978;
- Da hora e da vez de agradecer, 1981;
- Argemiro: líder do seu povo, 1981;
- Sonho de estudante, lição de eternidade, 1981;
- Afonso Campos e Campina na primeira república, 1981;
- Três discursos: Mais um dos nossos- A grandeza do quotidiano e Ouvir ou ver estrelas?, 1983;
- O mundo começa em Campina, 1984;
- Epitácio contra o epitacismo?; Auroras que jamais entardecerão, 1984;
- A hora é  esta! o nordeste não pode mais esperar, 1987;
- À Paraíba sempre, 1989; Meu capital é o trabalho, 1990;
- Valeu, amigos!,  1991; Memória política, 1993;
- Alegria de poder voltar, 1994; Elpídio: o homem - encontro, 1998;
- Signos da Paraíba, 1990;
- Cristiano Lauritzen, 2000.